# محمود قناص
محمود سيد قناص لاعب كرة قدم سعودي.

## مسيرة اللاعب
لعب في نادي ضباء ونادي الدرع ونادي القلعة ونادي الذهب ونادي رضوى.